# Каталізатор енергії Россі
Каталізатор енергії Ро́ссі (англ. Energy Catalyzer, E-Cat — укр. енергетичний каталізатор) — пристрій, який за твердженнями своїх авторів, для вироблення теплової енергії використовує теорію холодного ядерного синтезу. Створений італійським бізнесменом Андреа Россі за підтримки італійського фізика Серджіо Фокарді, який довгий час займався пошуком доказів для підтвердження гіпотез існування холодного синтезу.

## Історія виникнення
В Італії на пристрій було видано патент, після формальної перевірки, а не технічної експертизи. Принцип роботи описується як «процес та устаткування для досягнення екзотермічних реакцій, зокрема з нікелю та водню». Заявка на міжнародний патент була відхилена через те, що «порушувала всі загальноприйняті фізичні закони та перевірені наукові теорії», для подальшого розгляду рекомендується привести або верифіковувані експериментальні докази, або міцну теоретичну базу, засновану на сучасних наукових теоріях.
Россі та Фокарді стверджують, що пристрій працює за допомогою проникнення нагрітих атомів водню до нікелю, який в результаті трансмутує в мідь, а в процесі реакції виробляється тепло.
У 2014 році Россі було організовано нову (на думку Россі — незалежну) перевірку роботи його пристрою. Як стверджується в опублікованому звіті, в результаті роботи пристрою Россі нікель не перетворюється на мідь (як стверджувалося раніше), а одні ізотопи нікелю (58Ni, 60Ni) перетворюються на інші (61Ni, 62Ni, 64Ni) з виділенням великої кількості енергії.